# Línia de corrent

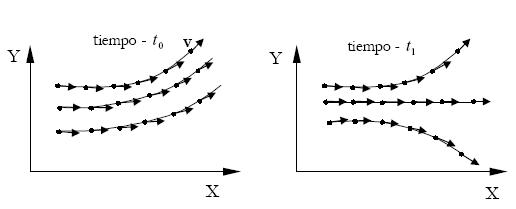
Línies de corrents.

En mecànica de fluids es denomina  línia de corrent  al lloc geomètric dels punts tangents al vector velocitat de les partícules de fluid en un instant  {\displaystyle t}  determinat. Tenint en compte que aquella família de corbes que per a cada instant de temps són les envoltants del camp de velocitats.
En particular, la línia de corrent que es troba en contacte amb l'aire, es denomina  línia d'aigua .

## Tub de Corrent
A partir de la definició de línia de corrent es pot definir,  per a fluxos laminars , el concepte de  tub de corrent , com la superfície formada per les línies de flux que parteixen d'una corba tancada.
En casos no estacionaris, encara que la línia tancada no varia, el tub de corrent i les línies de corrent sí que ho fan. Per contra, per al cas estacionari el tub de corrent roman fix en l'espai al llarg del temps.
Corol·lari 1: No hi ha flux a través de la superfície del tub de corrent.
Corol·lari 2: Solament hi ha tub de corrent si  V  és diferent de  0 .